# Christer Sanne
Sven Christer Sanne, född 21 februari 1940 i Uppsala domkyrkoförsamling, Uppsala län, är samhällsforskare, civilingenjör och fil dr, docent (pensionerad från Kungliga Tekniska högskolan) samt författare.
Sanne har skrivit flera böcker om arbetstidsfrågan och om hållbar utveckling. Som debattör har han bland annat ifrågasatt möjligheten att kombinera ekonomisk tillväxt med hållbar utveckling och han förordar en kortare arbetstid. . 

## Publikationer
- ”Att klara sig i Sverige” (1981)
- ”Arbetets tid” (1995)
- ”Rekyleffekten och effektivitetsfällan” (2006)
- ”Keynes barnbarn” (2007)
- "Hur vi kan leva hållbart 2030" (2012)